# Puy-Malsignat
Puy-Malsignat is een gemeente in het Franse departement Creuse (regio Nouvelle-Aquitaine) en telt 194 inwoners (1999). De plaats maakt deel uit van het arrondissement Aubusson.

## Geografie
De oppervlakte van Puy-Malsignat bedraagt 12,9 km², de bevolkingsdichtheid is 15,0 inwoners per km².

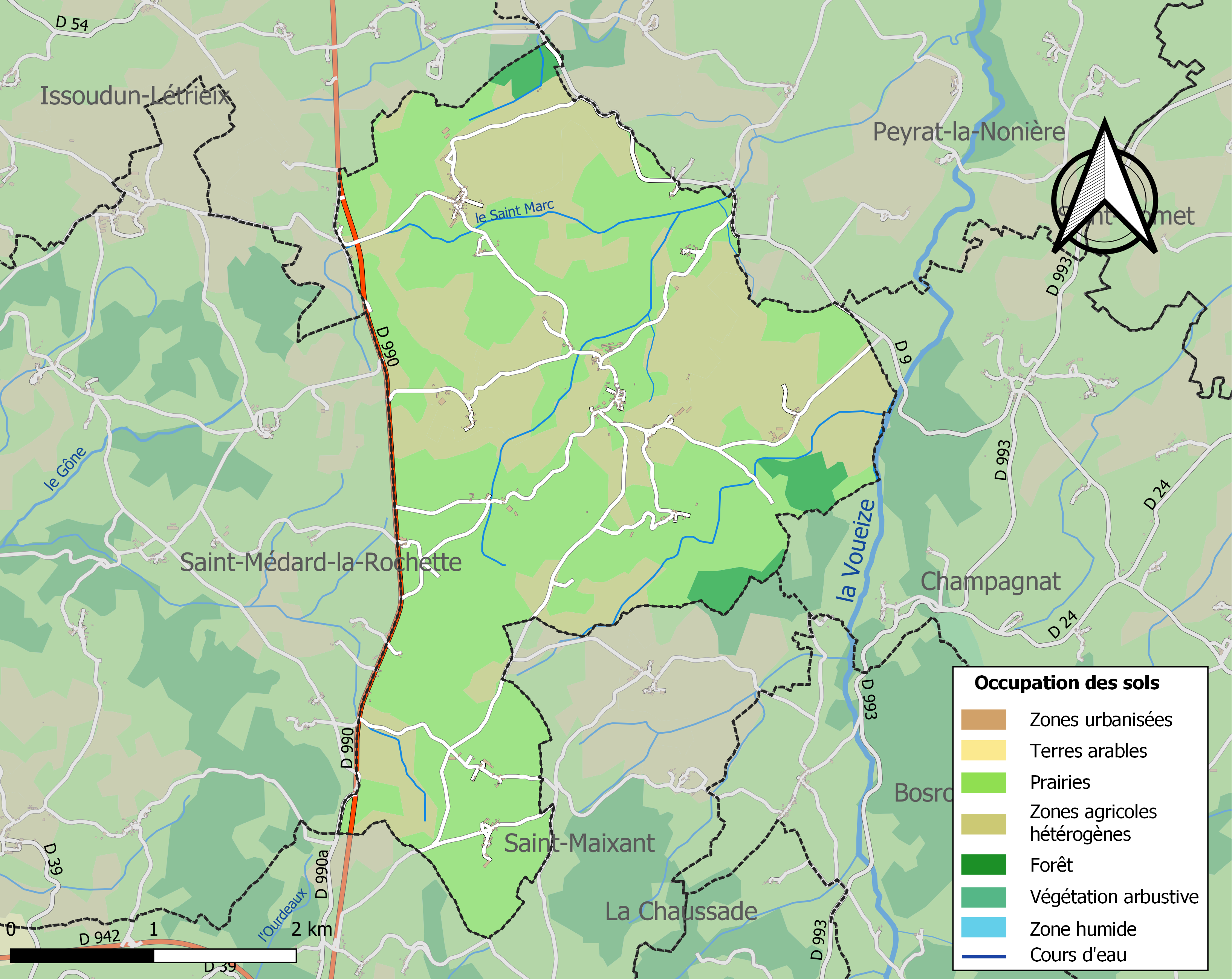
Kaart van de gemeente met de belangrijkste infrastructuur, bodemgebruik en omliggende gemeenten

## Demografie
Onderstaande figuur toont het verloop van het inwonertal (bron: INSEE-tellingen).